# 미녀방담
《미녀방담》(美女放談)은 2009년 4월 2일부터 2010년 3월 25일까지 TV 도쿄 계열에서 목요일 심야에 방송되었던 헬로! 프로젝트 멤버 출연의 TV 프로그램이다.

## 개요
이 프로그램은 주로 헬로! 프로젝트의 멤버가 인생의 선배님이 되는 여성과의 대담에서 연애, 일, 인생에 대해서 이야기 중에서 자신을 다시 실마리를 찾아, 사는 힌트를 찾아낸다는 것이 컨셉이다. 단, 출연하는 것은 현재 헬로! 프로젝트 소속 멤버만 아니라 2009년 3월 31일에 졸업한 멤버도 포함되고 있다.

## 출연자
- 헬로! 프로젝트
  - 모닝구무스메。
  - Berryz코보
  - ℃-ute
  - 마노 에리나
- 헬로! 프로젝트 OG
  - 이시카와 리카
  - 요시자와 히토미
  - 나카자와 유코
  - 오가와 마코토
  - 사토다 마이 (컨트리무스메。)
  - 이이다 카오리
  - 시바타 아유미 (메론키넨비)
  - 야스다 케이
  - 야구치 마리
  - 쯔지 노조미
  - 아베 나츠미
- 아마야 유카 (나레이션)

## 방송국과 방송 시간
| 주요 방송 지역 | 방송국           | 방송 기간                        | 계열         | 방송 요일과 방송 시간 |
| -------------- | ---------------- | -------------------------------- | ------------ | --------------------- |
| 간토 광역권    | TV 도쿄 (제작국) | 2009년 4월 2일 ~ 2010년 3월 25일 | TV 도쿄 계열 | 목요일 25:00 ~ 25:30  |
| 오사카부       | TV 오사카        | 2009년 4월 2일 ~ 2010년 3월 25일 | TV 도쿄 계열 | 목요일 25:00 ~ 25:30  |
| 홋카이도       | TV 홋카이도      | 2009년 4월 2일 ~ 2010년 3월 25일 | TV 도쿄 계열 | 목요일 25:00 ~ 25:30  |